# Марія Лусіана Рейнарес
Марія Лусіана Рейнарес (ісп. María Luciana Reynares; нар. 9 лютого 1976) — колишня аргентинська тенісистка.
Найвищу одиночну позицію світового рейтингу — 157 місце досягла 26 жовтня 1992 року.

## Фінали ITF
| Турніри $25,000 |
| Турніри $10,000 |

### Одиночний розряд: 8 (4–4)
| Результат | Ранг | Дата              | Турнір                     | Покриття | Суперниця          | Рахунок          |
| --------- | ---- | ----------------- | -------------------------- | -------- | ------------------ | ---------------- |
| Перемога  | 1.   | 14 січня 1991     | Мішен (Техас), США         | Тверде   | Чанда Рубін        | 6–0, 6–2         |
| Поразка   | 1.   | 21 січня 1991     | Нью-Браунфелс (Техас), США | Тверде   | Катріна Адамс      | 6–7(7), 6–2, 2–6 |
| Поразка   | 2.   | 9 вересня 1991    | Гуаякіль, Еквадор          | Ґрунт    | Паула Кабесас      | 1–6, 7–6(6), 1–6 |
| Перемога  | 2.   | 16 вересня 1991   | Богота, Колумбія           | Ґрунт    | Макарена Міранда   | 6–4, 6–4         |
| Поразка   | 3.   | 7 жовтня 1991     | Сантьяго, Чилі             | Ґрунт    | Паула Кабесас      | 5–7, 3–6         |
| Поразка   | 4.   | 14 жовтня 1991    | Буенос-Айрес, Аргентина    | Ґрунт    | Паола Суарес       | 6–2, 6–7, 1–6    |
| Перемога  | 3.   | 21 жовтня 1991    | Асунсьйон, Парагвай        | Ґрунт    | Марія Хосе Гайдано | 6–3, 6–1         |
| Перемога  | 4.   | 25 листопада 1991 | Порту-Алегрі, Бразилія     | Ґрунт    | Неус Авіла         | 6–1, 6–3         |